# Fig Orchard
Fig Orchard è un'area non incorporata della contea di Kern, in California. Si trova sul Caliente Creek a 3 miglia (4,8 km) a est-nord-est di Caliente, ad un'altitudine di 1 555 piedi (474 m).